# Берг-ім-Гау
Берг-ім-Гау (нім. Berg im Gau) — громада в Німеччині, розташована в землі Баварія. Підпорядковується адміністративному округу Верхня Баварія. Входить до складу району Нойбург-Шробенгаузен. Складова частина об'єднання громад Шробенгаузен.
Площа — 22,61 км2. Населення становить 1307 ос. (станом на 31 грудня 2020).

## Галерея

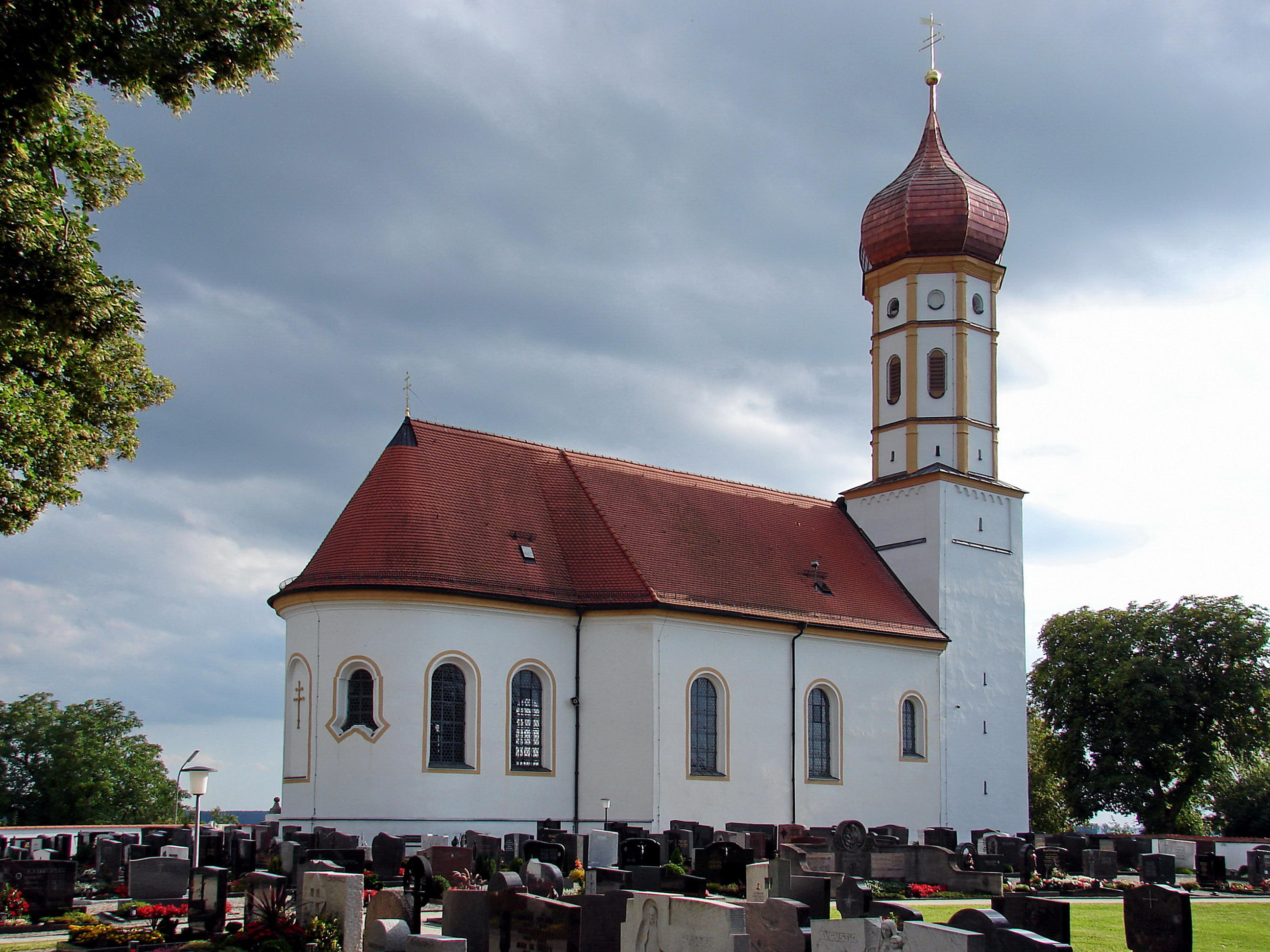